# Nicolas Auguste de La Baume

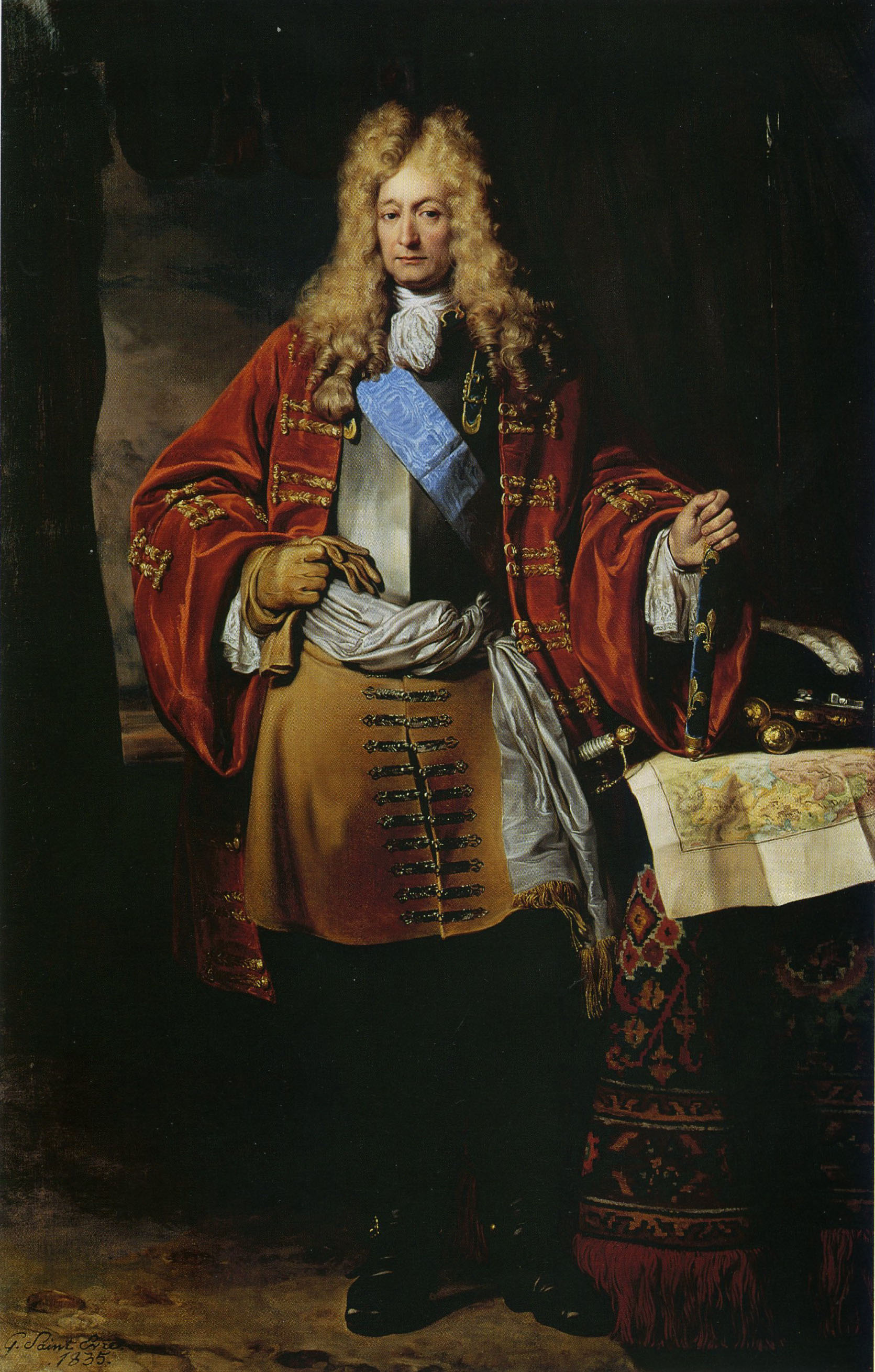
Nicolas Auguste de La Baume de Montrevel (Ölgemälde in der Préfecture de Strasbourg)

Wappen der Familie La Baume-Montrevel

Nicolas Auguste de La Baume, marquis de Montrevel (* 23. Dezember 1645 in Paris; † 11. Oktober 1716 ebenda), war ein Marschall von Frankreich. Er war allgemein unter dem Namen Maréchal de Montrevel bekannt.

## Leben
La Baume war der Sohn von Ferdinand de La Baume, comte de Montrevel, lieutenant-général des armées du roi, Gouverneur der Provinzen Bresse und Bugey, und der Marie Olier-Nointel.
Er wuchs am Hof des Königs von Frankreich zusammen mit den Kindern des Henri de Lorraine, comte d’Harcourt, Grand écuyer de France, auf.
Er war seit 1665 mit Isabelle de Veyrat-de Paulian, dame de Cuisieux, Tochter von Jean, seigneur de Paulian, und der Isabelle de Saint-Gilles, verheiratet. Es war bereits die dritte Ehe der Dame, die vorher schon mit Augustin de Forbin, Seigneur de Souliers, und mit Armand de Crussol, genannt Comte d’Uzès, verheiratet gewesen war.
Der einzige Nachkomme war Henri de La Baume.

## Militärische Karriere
Nach der Mobilmachung anlässlich des Devolutionskrieges wurde ihm eine Kompanie Kavallerie anvertraut. Nachdem er sich in Lyon auf ein Duell eingelassen hatte, musste er das Königreich zunächst verlassen.
Nach seiner Rückkehr 1667 zeichnete er sich noch im gleichen Jahr bei der Belagerungen von Tournai, Douai, von Lille und von Oudenaarde aus. Im folgenden Jahr wurde er durch eine Musketenkugel im Oberschenkel verwundet, als es darum ging, einen Konvoi zu befreien, den der Feind an der Brücke von Spiere-Helkijn eingekreist hatte. Er war einer der ersten, die mit der französischen Armee 1672 über den Rhein vordrangen. Hierbei wurde er mehrfach verwundet, unter anderem erhielt er einen Säbelhieb in das Gesicht.

### Holländischer Krieg
La Baume wurde Mestre de camp en second des Régiment d’Orléans cavalerie, mit dem er sich unter dem Maréchal Turenne während des Krieges in Deutschland und in Holland auszeichnen konnte. Er nahm an der Schlacht bei Seneffe, dem Entsatz von Oudenaarde, der Belagerung von Maastricht und der Schlacht bei Türkheim teil. Er wurde Kommandeur des Régiment Royal cavalerie.
Unter Ludwig XIV. diente er bei der Verfolgung des Gegners im Elsass. Nach dem Rücktritt seines Vaters rückte er als Lieutenant du Roi in Bresse, im Bugey, Valromey und in der Grafschaft Charolais nach.
Als Mestre de camp diente er in den Feldzügen in der Grafschaft Flandern bei der Belagerung von Condé und von Aire. Im Jahre 1677 wurde er zum Brigadier des armées du roi der Kavallerie befördert. Nachdem er sich in der Schlacht bei Cassel erneut hatte auszeichnen können, wurde er zum „Commissaire-Général de la cavalerie“ ernannt. Er begleitete den König während der Belagerungen von Gent und von Ypern.

### Reunionskrieg (1683–1684)
1684 nahm er an der Belagerung von Luxemburg, an der Schlacht bei Fleurus und der Einnahme von Namur teil. Im Jahre 1699 wurde er zum Maréchal de camp befördert und diente in den folgenden Feldzügen unter dem Maréchal d’Humières und dem Maréchal Luxembourg.

### Pfälzischer Erbfolgekrieg
1688 wurde La Baume zum Lieutenant-général ernannt. Gleichzeitig erhielt er das Kommando über ein separates Korps, mit dem er die nächsten fünf Winter die französische Grenze zu schützen hatte. Zum Gouverneur der Festung Mont-Royal ernannt, machte er dann die Feldzüge in Deutschland und Flandern unter dem Kommando des Grand Dauphin mit.

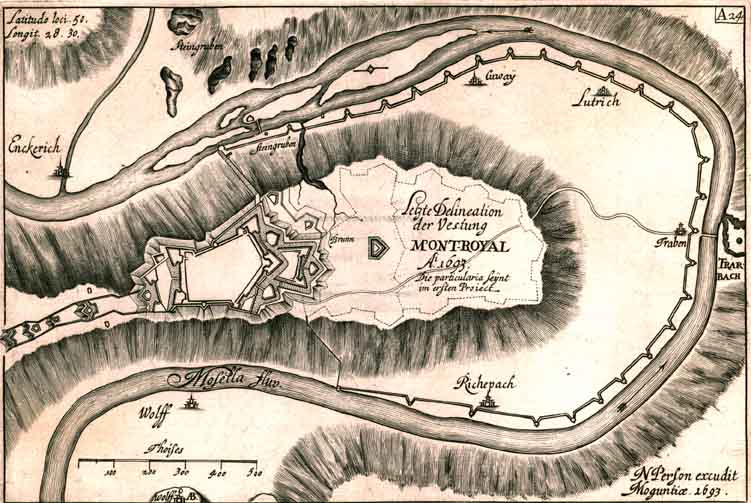
Festung Mont-Royal

### Cevennenkrieg
Am 14. Januar 1703 wurde La Baume zum Maréchal de France ernannt. Im gleichen Jahr übernahm er im Languedoc das Oberkommando von Victor-Maurice, comte de Broglie, über die dort stationierten Truppen. Diese waren zusammengezogen worden, um die hugenottischen Kamisarden zu bekämpfen. Er wurde durch seine brutale Vorgehensweise, das Abschlachten und die Deportation der Bevölkerung sowie das Verbrennen von Hunderten von Dörfern berüchtigt. (Man beschuldigte ihn im Nachhinein, zwischen Oktober und Dezember 1703 insgesamt 466 Dörfer und Weiler niedergebrannt zu haben.) Die Massaker an der Bevölkerung erbrachten nicht den gewünschten Erfolg, sondern verkehrten sich in das Gegenteil. Am 21. April 1704 wurde er dann durch den Maréchal de Villars abgelöst.

### Ende der Karriere
Bis 1716 ersetzte er dann den Marquis de Sourdis als Gouverneur im Herzogtum Guyenne. Danach findet er sich im Elsass und dann in der Franche-Comté wieder, ohne dass über seine Funktionen etwas bekannt wäre. Am 2. Februar 1705 wurde La Baume zum Ritter des Ordre du Saint-Esprit ernannt.
Er starb am 11. Oktober 1716 in Paris und wurde in der Kirche Saint-Sulpice bestattet.